# Embraer Legacy 600
Embraer Legacy 600 je poslovna verzija regionalnega potniškega letala Embraer ERJ 145. Legacy 600 je zasnovan na podlagi modela ERJ 135, ima pa dodatne rezervoarje za gorivo, winglete in moderniziran kokpit od EMB-145. Legacy 600 lahko leti na višini do 41.000 ft (12.000 m), medtem kot je potniški ERJ-135 lahko letel do 37.000 ft (11.000 m). Legacy 600 ima kapaciteto 13 potnikov in dolet 5650 kilometrov, z osmimi potniki je dolet okrog 6400 kilometrov.
Verzija Legacy Shuttle ima kapaciteto 19 potnikov, vendar z manjšim doletom. Verzija Legacy 650 ima za okrog 1000 kilometrov povečan dolet od Legacy 600. 
Program so oznanili leta 2000 na Farnborough Airshow. Do decembra 2013 so zgradili 234 letal, letalo je še vedno v proizvodnji. Slovenski Linxair je v preteklosti uporabljali dve letali.

## Specifikacije
Splošne karakteristike
- Posadka: 2 pilota in stevardesa (opcijsko)
- Število sedežev: 13 potnikov + 1 (jumpseat)
- Dolžina: 26,33 m (86 ft 5 in)
- Razpon kril: 21,17 m (68 ft 11 in)
- Višina: 6,76 m (22 ft 2 in)
- Teža praznega letala: 16000 kg (30000 lb)
- Maks. vzletna teža: 22500 kg (49604 lb)
- Pogon letala: 2 × Rolls-Royce AE 3007/A1P turbofana, 39,2 kN (8810 lb) vsak

 Zmogljivost 
- Maks. hitrost: 834 km/h (450 vozlov, 518 mph)
- Doseg: 6060 km (3250 nmi, 3740 milj)
- Višina leta: 12496 m (41000 ft)
- Razmerje potisk/teža: 0,36:1

Največja kapaciteta goriva: 10465 litrov, Legacy Executive:  6300 litrov